# داتا، خیبر پختونخوا
داتا (به انگلیسی: Datta) یک شهرک در پاکستان است که در ناحیه مانسهره واقع شده‌است.